# Lithotanytarsus emarginatus
Lithotanytarsus emarginatus är en tvåvingeart som först beskrevs av Maurice Emile Marie Goetghebuer 1933.  Lithotanytarsus emarginatus ingår i släktet Lithotanytarsus och familjen fjädermyggor. Inga underarter finns listade i Catalogue of Life.